# الخط الزمني لأزمة البحر الأحمر (مارس 2024)
1. دمج إلى الخط الزمني لأزمة البحر الأحمر (يناير 2024 - مايو 2024)

تسرد هذه المقالة الخط الزمني خلال شهر مارس 2024 لأزمة البحر الأحمر أو تدخل حركة أنصار الله في الحرب الإسرائيلية الفلسطينية أو هجمات اليمن على إسرائيل وأطلق عليها المجلس السياسي الأعلى في اليمن اسم معركة الفتح الموعود والجهاد المقدس، هي هجمات شنتها القوات المسلحة اليمنية الموالية لأنصار الله الحوثيين على إسرائيل خلال الحرب الفلسطينية الإسرائيلية 2023 بهدف الضغط على إسرائيل لوقف عدوانها على قطاع غزة التي قتل فيها أكثر من 30 ألف فلسطيني معظمهم من النساء والأطفال، واشتملت الهجمات على عمليات قصف لجنوب إسرائيل باستخدام الصواريخ الباليستية والجوالة والطائرات المسيرة، وأعلنت منع مرور السفن الإسرائيلية والتابعة لاسرائيلين من العبور من مضيق باب المندب والبحر الأحمر والبحر العربي وشنَّت هجمات على السفن الإسرائيلية باستخدام المسيرات البحرية والصواريخ البحرية واحتجزت سفينة واحدة على الأقل، وفي 9 ديسمبر أعلنت منع مرور جميع السفن من جميع الجنسيات المتوجهة من وإلى الموانئ الإسرائيلية إذا لم تدخل احتياجات قطاع غزة من الدواء والغذاء، وشنَّت الولايات المتحدة الأمريكية والمملكة المتحدة سلسلة هجمات على مناطق سيطرة حركة أنصار الله في اليمن؛ رداً على استهداف السفن في البحر الأحمر وخليج عدن وعلى إثر الهجمات الأمريكية والبريطانية على اليمن أعلن قائد حركة أنصار الله عبد الملك الحوثي توسيع دائرة الاستهداف لتشمل السفن الأمريكية والبريطانية،

## الأحداث

### مارس

#### 1 مارس
أعلنت القيادة المركزية الأمريكية أنها أسقطت يوم 29 فبراير طائرة دون طيار في البحر الأحمر وأنها أطلقت من اليمن، وأضافت أنها استهدفت 6 صواريخ كروز مضادة للسفن ذات منصات متنقلة كانت معدة للإطلاق باتجاه البحر الأحمر، بينما أعلن عن غارات أمريكية وبريطانية استهدفت منطقة الجبانة في مدينة الحديدة، وطائرة بدون طيار تستهدف قارب صيد يمني قرب سفينة روبيمار الجانحة في جنوب البحر الأحمر ومقتل صياد وفقدان 4 آخرين.

#### 2 مارس
أعلنت القيادة المركزية الأمريكية استهداف صاروخ أرض جو مجهز للإطلاق في مناطق سيطرة حركة أنصار الله في اليمن وأشارت إلى أن الصاروخ كان يمثل تهديدا للطائرات الأمريكية في المنطقة، وأعلنت هيئة عمليات التجارة البحرية البريطانية وقوع هجوم في جنوب البحر الأحمر على بعد 15 ميلا بحريا من ميناء المخاء في اليمن وأكدت أن السفينة توجهت نحو مرساة وتم إجلاء طاقمها، بينما أعلنت خلية الأزمة في الحكومة اليمنية المعترف بها دوليا غرق سفينة روبيمار في خليج عدن في اليمن واستهدفت القوات المسلحة اليمنية الموالية لحركة أنصار الله السفينة بصاروخي يوم 19 نوفمبر 2024. وأعلن عن غارات أمريكية وبريطانية تستهدف منطقة الجبانة بمدينة الحديدة.

#### 3 مارس
أعلنت وزارة الدفاع الإيطالية أن المدمرة كايو دويليو أسقطت طائرة مسيرة أطلقت من مناطق سيطرة حركة أنصار الله في اليمن وأشارت إلى أن الطائرة كانت تستهدف المدمرة دويليو وأنها أسقطتها دفاعا عن النفس، وأعلنت القيادة المركزية الأمريكية غرق السفينة البريطانية روبيمار يوم 2 مارس 2024 في البحر الأحمر وأشارت إلى أن السفينة تحمل 21 طنا من سماد كبريتات فوسفات الأمونيوم وأنها تشكل خطرا بيئيا في البحر الأحمر وأنها تشكل تهديداً للسفن الأخرى المارة بعد غرقها.

#### 4 مارس
أعلنت هيئة عمليات البحرية البريطانية تلقيها تقرير عن وقوع حادث بحري على بعد 91 ميلا بحريا جنوب شرق مدينة عدن اليمنية وأعلنت شركة الأمن البحري البريطانية أمبري تعرض سفينة حاويات إسرائيلية ترفع علم ليبريا لهجوم على بعد 88 ميلا بحريا من مدينة عدن اليمنية، وأشارت إلى أن السفينة تضررت ووجهت نداءات استغاثة، وأعلنت القوات المسلحة اليمنية الموالية لحركة أنصار الله الحوثيون استهداف السفينة الإسرائيلية إم إس سي سكاي في بحر العرب بعدد من الصواريخ البحرية، واستهداف عدد لم تحدده من السفن الحربية الأمريكية في البحر الأحمر باستخدام الصواريخ الباليستية والطائرات المسيرة. وأعلن عن 3 غارت جوية أمريكية وبريطانية تستهدف منطقة يسنم في مديرية باقم بمحافظة صعدة.

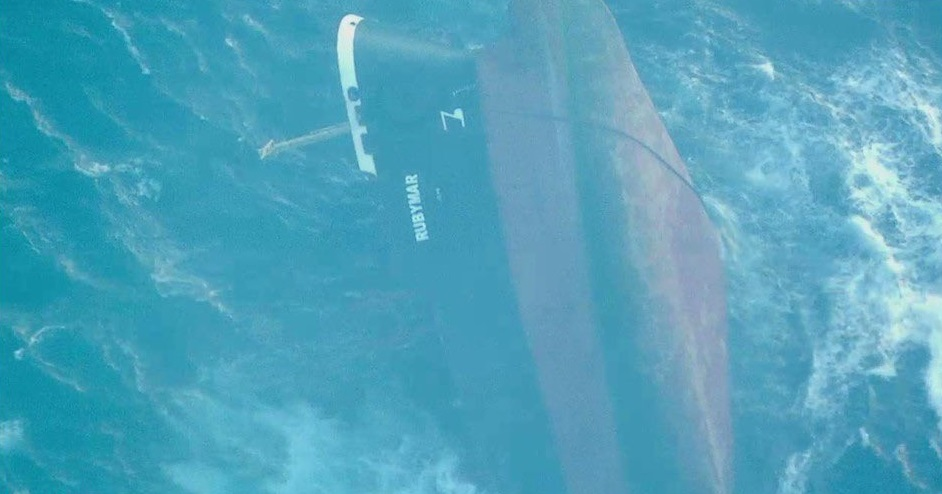
غرق السفينة البريطانية روبيمار في جنوب البحر الأحمر

#### 5 مارس
أعلنت القيادة المركزية الأمريكية أن القوات المسلحة اليمنية الموالية لحركة أنصار الله الحوثيون أطلقت صاروخين بالستين مضادين للسفن أصاب أحدهم سفينة شحن حاويات مملوكة لجهة سويسرية في خليج عدن وتحمل اسم أم. أس. سي سكاي 2، وأشارت إلى أن القوات المسلحة اليمنية أطلقت صاروخا باليستيا مضادا للسفن من مناطق سيطرة حركة أنصار الله الحوثيون بتجاه جنوب البحر الأحمر وأنه سقط في البحر دون أن يتسبب بإصابات أو أضرار بسفن الحربية الأمريكية والسفن التجارية. واشارت إلى أنها شنت هجمات على صاروخي كروز مضادين للسفن كانا يشكلان تهديد للسفن الحربية الأمريكية والتجارية. وأعلن عن غارتان أمريكية وبريطانية تستهدف منطقة رأس عيسى و 3 غارات أمريكية وبريطانية تستهدف منطقة الجبانة بمدينة الحديدة. وأعلنت القوات المسلحة اليمنية الموالية لحركة أنصار الله الحوثيون استهداف مدمرتين حربيتين أمريكيتين في البحر الأحمر بعدد من الصواريخ البحرية وطائرات المسيرة.

#### 6 مارس
أعلنت هيئة عمليات التجارة البحرية البريطانية عن تلقي سفينة كانت تبحر على 50 ميلا بحريا جنوب غرب مدينة عدن اليمنية نداءات من جهة عرفت نفسها بأنها البحرية اليمنية طالبت السفينة بتغيير مسارها. وأعلنت القيادة المركزية الأمريكية إسقاط صاروخ باليستي مضاد للسفن وثلاث طائرات دون طيار أطلقت من مناطق سيطرة أنصار الله الحوثيون في اليمن بتجاه المدمرة الأمريكية يو إس إس كارني في البحر الأحمر. وأعلنت هيئة عمليات التجارة البحرية البريطانية تعرض سفينة كانت تبحر على بعد 54 ميلا بحريا جنوب غرب مدينة عدن، بينما قالت شركة الأمن البحري البريطاني أمبري إن سفينة نقلة بضائع أمريكية قامت بتغيير مسارها خلال إبحارها عل بعد 57 ميلا بحريا من جنوب غرب مدينة عدن اليمنية. وأعلنت القوات المسلحة اليمنية الموالية لحركة أنصار الله الحوثيون استهداف سفينة ترو كنفيدنس الأمريكية في خليج عدن بعدد لم تحدده من الصواريخ البحرية، وأكد إصابة السفينة بشكل دقيق ومباشر وأنه تسبب في اندلاع حريق في السفينة، وأشار إلى أن استهداف السفينة جاء بعد رفض السفينة لنداءات التحذير، وطالب طواقم السفن المستهدفة بمغادرتها بسرعة بعد "الإصابة الأولى". وأعلن عن غارتان أمريكية وبريطانية تستهدف مطار الحديدة الدولي في مدينة الحديدة اليمنية.

#### 7 مارس

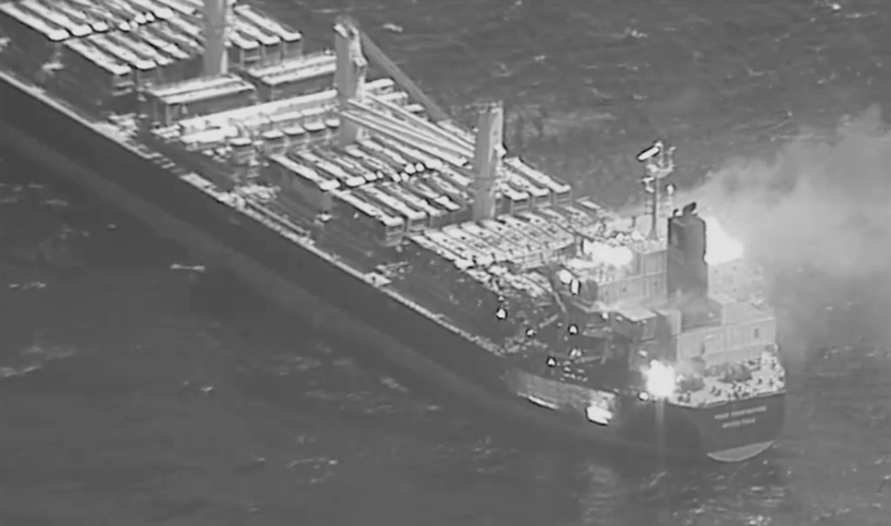
اشتعال النيران في سفينة ترو كنفيدنس بعد إصابتها بصاروخ مضاد للسفن في خليج عدن.

قالت القيادة المركزية للولايات المتحدة أن القوات المسلحة اليمنية الموالية لحركة أنصار الله الحوثيون استهدفت يوم 6 مارس سفينة ترو كونفيدنس بصاروخ مضاد للسفن أطلق من مناطق سيطرة حركة أنصار الله، وأكدت أن طاقم السفينة أبلغ عن مقتل 3 أشخاص وإصابة 4 أشخاص وتعرض السفينة لأضرار كبيرة إثر الهجوم، وأعلنت في بيان منفصل استهداف طائرتين مسيرتين في مناطق سيطرة أنصار الله الحوثيون في اليمن. وأعلن عن غارتان جويتان أمريكية وبريطانية تستهدف منطقة رأس عيسى في مديرية الصليف بمحافظة الحديدة.

#### 8 مارس
أعلن الجيش الأمريكي استهداف طائرتين مسيرتين في مناطق سيطرة حركة أنصار الله الحوثيون في اليمن وأشار إلى أن الطائرات كانت تشكل تهديدا لسفن التجارية والسفن الحربية الأمريكية في المنطقة، وأعلنت القيادة المركزية الأمريكية استهداف 4 صواريخ كروز مضادة للسفن وطائرة مسيرة في مناطق سيطرة حركة أنصار الله الحوثيون. وأعلنت هيئة عمليات التجارة البحرية البريطانية وقوع حادث بحري على بعد 52 ميلا بحريا جنوب عدن.

#### 9 مارس
أعلنت القوات المسلحة اليمنية الموالية لحركة أنصار الله الحوثيون استهداف السفينة الأمريكية بوربل فور تن في خليج عدن بعدد من الصواريخ البحرية. واستهداف عدد لم تحدده من المدمرات الحربية الأمريكية في خليج عدن والبحر الأحمر باستخدام 37 طائرة مسيرة. وأعلن الجيش الأمريكي استهداف صاروخيين مضادين للسفن على شاحنتين في مناطق سيطرة حركة أنصار الله الحوثيون. وقالت القيادة المركزية الأمريكية ان القوات الموالية لأنصار الله الحوثيون استهدفت سفينة بروبيل فورتون خلال ابحارها في خليج عدن بصاروخيين مضادين للسفن واشارت الى ان السفينة ترفع علم سنغافورة، وأعلنت القيادة المركزية الأمريكية إسقاط 15 طائرة مسيرة أطلقتها القوات المسلحة اليمنية الموالية لحركة أنصار الله من مناطق سيطرة الحركة. بينما أعلنت وزارة الجيوش الفرنسية تدمير فرقاطة وطائرات مقاتلة فرنسية 4 طائرات مسيرة أطلقت من مناطق سيطرة حركة أنصار الله في اليمن وقالت إن الطائرات كانت تستهدف سفينة تابعة لعملية أسبيدس الأوروبية البحرية في خليج عدن.

#### 11 مارس
أعلنت هيئة عمليات التجارة البحرية البريطانية وقوع هجوم استهدف سفينة شحن خلال إبحارها على بعد 71 ميلا بحريا جنوب غرب منطقة الصليف بمحافظة الحديدة. وشنت الطائرات الأمريكية والبريطانية 7 غارات في محافظة الحديدة توزعت على 4 غارات جوية على منطقة رأس عيسى بمديرية الصليف و3 غارات جوية استهدفت منطقة الجبانة بمدينة الحديدة و4 غارات جوية استهدفت منطقة العرج بمديرية باجل وغارتان تستهدف منطقة الطائف بمديرية الدرييهمي في محافظة الحديدة. بينما 5 غارات جوية استهدفت مديرية مجز في محافظة صعدة.

#### 12 مارس
أعلنت القوات المسلحة اليمنية الموالية لحركة أنصار الله الحوثيون استهداف سفينة بينوكيو الأمريكية خلال إبحارها في البحر الأحمر بعدد لم تحدده من الصواريخ البحرية وأكدت إصابة السفينة بشكل مباشر ودقيق، وأعلنت القيادة المركزية الأمريكية شن 6 ضربات جوية استهدفت فيها غواصة مسيرة و 18 صاروخا مضادا للسفن في مناطق سيطرة حركة أنصار الله في اليمن، وقالت في بيان منفصل ان القوات الموالية لأنصار الله الحوثيون أطلقت صاروخيين باليستيين مضادين للسفن من مناطق سيطرتهم في البحر الأحمر باتجاه سفينة بينو كيو خلال إبحارها في البحر الأحمر وأشارت إلى أن السفينة كانت ترفع علم ليبيريا ومملوكة لشركة في سنغافورة. وأعلنت وزارة الدفاع الإيطالية أن السفينة الحربية كايو دويليو أسقطت 2 طائرة مسيرة في البحر الأحمر أطلقت من اليمن.

#### 13 مارس
قالت القيادة المركزية الأمريكية ان القوات المسلحة اليمنية الموالية لحركة أنصار الله الحوثيون هاجمت المدمرة لابون بصاروخ باليستي أطلق من اليمن بتجاه المدمرة في البحر الأحمر، واشارات الى عدم تضرر المدمرة لابون من الهجوم، واكدت ان قواتها تعاونت مع سفينة حربية اخرى في الاشتباك مع طائرتين مسيرتين اطلقت من اليمن واكدت تدمير المسيرتين، وقالت وزارة الدفاع اليونانية إن المدمرة هيدرا المشاركة في عملية أسبيدس الأوربية أطلقت طلقة مدفعية على طائرتين مسيرتين أطلقا من اليمن خلال حماية المدمرة لسفينة تجارية في البحر الأحمر. وأعلن عن 3 غارات جوية أمريكية وبريطانية تستهدف مطار الحديدة الدولي.

#### 14 مارس
أعلنت هيئة عمليات التجارة البحرية البريطانية وقوع انفجار قرب سفينة كانت تبحرا على بعد 50 ميلا بحريا جنوب شرق ميناء عدن في اليمن، وأشارت إلى عدم تضرر السفينة وطاقمها. وأعلن عن 10 غارات أمريكية وبريطانية على محافظة الحديدة استهدفت 4 منها منطقة الجاح في مديرية بيت الفقيه وغارة جوية استهدفت مطار الحديدة الدولي، وغارتين على منطقة الفازة في مديرية التحيتا،  و 3 غارات استهدفت منطقة رأس عيسى في مديرية الصليف. بينما استهدفت 3 غارات مديرية عبس بمحافظة حجة.

#### 15 مارس
أعلنت هيئة عمليات التجارة البريطانية وقوع حادث بحري على 50 ميلا بحريا جنوب غرب محافظة الحديدة، وأشارت إلى أن قبطان السفينة أبلغ بتحليق صاروخيين فوق السفينة وسماع انفجاريين قويين في المنطقة التي كانت تبحر بها السفينة، أعلنت في تحديث منفضل تعرض سفينة كانت تبحر على بعد 76 ميلا بحريا من محافظة الحديدة اليمنية لهجوم بصاروخ أصاب السفينة وأشارت إلى أن طاقم السفينة لم يتعرض للضرر جراء الهجوم، وقالت في تحديث آخر بشأن الهجوم على السفينة أن قبطان السفينة أكد لها بعد إجراء تفتيش للسفينة بعدم إصابة أو تضرر السفينة من الهجوم الصاروخي. وفي تحديث منفصل أعلنت وقوع حادث بحري على بعد 65 ميلا بحريا غرب محافظة الحديدة اليمنية، وأشارت إلى وقوع انفجار على مسافة بعيدة من ميمنة السفينة، في حين قالت شركة الأمن البحري البريطانية أمبري إن سفينة كانت تبحر على بعد 80 ميلا بحريا شمال غرب مدينة الحديدة اليمنية تعرضت للهجوم. بينما أعلنت القيادة المركزية الأمريكية إن القوات الموالية لحركة أنصار الله الحوثيون أطلقت 4 صواريخ باليستية مضادة للسفن 2 منهما باتجاه البحر الأحمر و2 باتجاه خليج عدن، وأكدت أنها استهدفت 9 صواريخ مضادة للسفن وطائرتين مسيرتين في مناطق سيطرة حركة أنصار الله في اليمن. وأعلنت القوات المسلحة اليمنية الموالية لحركة أنصار الله الحوثيون استهداف سفينة باسيفيك 01 الإسرائيلية في البحر الأحمر وأشارت إلى أن قواتها البحرية استهدفت السفينة بعدد لم تحدده من الصواريخ البحرية، واستهداف مدمرة أمريكية لم تذكر اسمها في البحر الأحمر، وأشارت إلى أن سلاح الجو المسير التابع لها استهدف المدمرة بعدد من الطائرات المسيرة وأكدت أن عملية الاستهداف نجحت في تحقيق أهدافها. واشارت إلى استهداف 3 سفن إسرائيلية وأمريكية لم تذكر أسماها في المحيط الهندي باستخدام عدد لم تحدده من الصواريخ البحرية والطائرات المسيرة وأكدت أن عمليات الاستهداف حققت أهدافها.

#### 16 مارس
قالت القيادة المركزية الأمريكية إن قوات حركة أنصار الله الحوثيون أطلقت ثلاثة صواريخ باليستية مضادة للسفن من مناطق سيطرتها بتجاه البحر الأحمر، وأشارت إلى عدم تلقيها بلاغ وقوع إصابات أو أضرار من السفن الأمريكية وسفن تحالف الازدهار والسفن التجارية. و4 غارات أمريكية وبريطانية تستهدف منطقة الطائف بمديرية الدريهمي بمحافظة الحديدة.

#### 17 مارس
غارة أمريكية وبريطانية تستهدف مديرية التعزية بمحافظة تعز. وقالت هيئة عمليات التجارة البحرية البريطانية أنها تلقت بلاغا بوقوع انفجار قرب سفينة كانت تبحر على بعد 85 ميلا بحريا شرق مدينة عدن اليمنية، وأشارت إلى أن السفينة كانت ناقلة غاز مسال ترفع علم جزر مارشال. وأعلنت القيادة المركزية الأمريكية أنها أسقطت طائرة مسيرة في البحر الأحمر أطلقت من اليمن وان طائرة مسيرة سقطت في البحر الأحمر وأضافت أن قواتها استهدفت 5 زوارق مسيرة وطائرة مسيرة في مناطق سيطرة حركة أنصار الله الحوثيون في اليمن. وأعلنت شركة الأمن البحري البريطانية أمبري اختطاف قارب صيد يمني في خليج عدن، وأشارت إلى تعرض طاقم القارب لإطلاق نارنتج عنه مقتل أحد أفراد الطاقم متأثر بإصابته.

#### 18 مارس
10 غارات أمريكية وبريطانية تستهدف محافظة الحديدة 4 منها استهدفت منطقة الفازة بمديرية التحيتا و6 غارات استهدفت منطقة الجبانة بمدينة الحديدة. والجيش الإسرائيلي يعلن سقوط هدف جوي مشتبه به في شمال مدينة إيلات وأشار إلى أن الهدف كان مصدره منطقة البحر الأحمر، وأكد سقوط الهدف في منطقة مفتوحة، ومجلس الأمن الدولي يطالب حركة أنصار الله الحوثيون اليمنية بوقف جميع هجماتها على السفن في البحر الأحمر وخليج عدن، وأكد على ضرورة متع اتساع الصراع في الشرق الأوسط.

#### 19 مارس
أعلنت القيادة المركزية الأمريكية استهداف قيام قواتها بتدمير 7 صواريخ مضادة للسفن و 3 طائرات مسيرة و 3 حاويات لتخزين الأسلحة في مناطق سيطرة حركة أنصار الله الحوثيون في اليمن. وأعلنت القوات المسلحة اليمنية الموالية لحركة أنصار الله الحوثيون استهداف سفينة أمريكية تحمل اسم مادو في البحر الأحمر باستخدام عدد لم تحدده من الصواريخ البحرية. واشارت إلى استهداف قواتها الصاروخية أهداف "إسرائيلية في منطقة أم الرشراش جنوب فلسطين المحتلة" بعدد من الصواريخ المجنحة، وأكدت أن الصواريخ نجحت في إصابة أهدافها.

#### 20 مارس
غارة جوية أمريكية بريطانية تستهدف منطقة الكثيب في مدينة الحديدة.

#### 21 مارس
أعلنت القيادة المركزية الأمريكية تدمير قواتها لطائرة مسيرة وزورق مسير أطلقا من مناطق سيطرة حركة أنصار الله الحوثيون في اليمن بتجاه البحر الأحمر مساء يوم 20 مارس 2024. وأعلنت هيئة التجارة البحرية البريطانية حدوث تبادل لإطلاق نار بالأسلحة الخفيفة في بحر العرب بين فريق الأمن المسلح لسفينة وقارب على بعد 102 ميل بحري من ميناء نشطون في محافظة المهرة اليمنية.

#### 22 مارس
أعلنت القيادة المركزية الأمريكية قيام طائرة تابعة للتحالف الازدهار باعتراض زورق مسير أطلق من مناطق سيطرة حركة أنصار الله في اليمن إلى البحر الأحمر، وأضافت أن قوات من تحالف الازدهار تمكنت من تدمير صاروخيين باليستيين مضادين للسفن أطلقا من مناطق سيطرة حركة أنصار الله في اليمن إلى البحر الأحمر وأكدت أن الزورق والصاروخين كان يشكلان تهديدا للسفن الحربية الأمريكية والسفن التجارية، وأعلنت عملية أسبيدس الأوروبية قيام سفينة فرنسية دمرت 3 صواريخ باليستية أطلقت من مناطق سيطرة حركة أنصار الله في اليمن، وأضافت أن سفينة ألمانية دمرت زورقا مسيرا أطلق من اليمن قرب سفينة في البحر الأحمر. بينما غارتان أمريكية وبريطانية تستهدف مزرعة سردد في منطقة الكدن بمحافظة الحديدة. و9 غارات على العاصمة اليمنية صنعاء استهدفت 4 غارات منها منطقة عطان وغارتان استهدفت منطقة النهدين و 3 غارات استهدفت منطقة جربان بمديرية سنحان.

#### 23 مارس
أعلنت القيادة المركزية الأمريكية تنفيذ قواتها للضربات ضد 3 منشآت تخزين تحت الأرض تابعة لحركة أنصار الله الحوثيون في مناطق سيطرتها في اليمن،. وأن قواتها استهدفت 4 طائرات مسيرة في مناطق سيطرة حركة أنصار الله الحوثيون، وأشارت إلى إطلاق القوات الموالية لحركة أنصار الله الحوثيون من مناطق سيطرتها في اليمن 4 صواريخ باليستية إلى البحر الأحمر، وأعلنت هيئة عمليات التجارة البحرية البريطانية تعرض سفينة للهجوم خلال إبحارها جنوب البحر الأحمر على بعد 23 ميلا بحريا من مدينة المخا اليمنية، وأشارت إلى أن الهجوم تسبب في اندلاع حريق على متن السفينة. بينما قالت شركة الأمن البحري البريطانية أمبري إن ناقلة نفط ترفع علم بنما تعرضت للهجوم في البحر الأحمر، وأشارت إلى أن السفينة سجلت في 2019 باسم "يونيون ماريتايم إل تي دي وان" تابعة لشركة بريطانية، وأكدت أن السفينة غيرت بيانات تسجيلها في شهر فبراير 2024.

### 24 مارس
أعلنت القيادة المركزية الأمريكية اشتباك قواتها مع 6 طائرات مسيرة في البحر الأحمر أطلقت من مناطق سيطرة حركة أنصار الله الحوثيون في اليمن وأشارت إلى إسقاط 5 طائرات مسيرة، وقالت إن 4 صواريخ باليستية مضادة للسفن أطلقت من مناطق سيطرة حركة أنصار الله في اليمن انفجرت قرب ناقلة نفط صينية في البحر الأحمرتحمل اسما "إم/ في هوانغ يو" وترفع علم بنما وأكدت أن صاروخا خامسا أطلقته القوات الموالية لحركة أنصار الله الحوثيون أصاب السفينة وتسبب لها بأضرار.

#### 26 مارس
أعلنت القوات المسلحة اليمنية الموالية لحركة أنصار الله الحوثيون استهداف سفينة ميرسك ساراتوجا الأمريكية في خليج عدن، وسفينة ايه بي ال ديترويت الأمريكية في البحر الأحمر، وسفينة هوانج بو البريطانية في البحر الأحمر، وسفينة بارتي ليدي المتوجهة إلى إسرائيل، واستهداف مدمرتين أمريكيتين في البحر الأحمر باستخدام الطائرات المسيرة. واشارت إلى استهداف قواتها أهداف في أم الرشرش ( إيلات ) جنوب فلسطين المحتلة.

#### 27 مارس
غارة أمريكية بريطانية على منطقة القطنيات بمديرية باقم بمحافظة صعدة.

#### 28 مارس
أعلنت القيادة المركزية الأمريكية تدمير قواتها 4 طائرات مسيرة بعيدة المدى أطلقت من مناطق سيطرة حركة أنصار الله الحوثيون في اليمن بتجاه سفينة حربية أمريكية في البحر الأحمر.

#### 29 مارس
أعلنت القيادة المركزية الأمريكية تدمير قواتها 4 طائرات مسيرة أطلقت من اليمن بتجاه سفينة حربية أمريكية وسفينة أخرى تابعة لتحالف، وأشارت إلى أن الطائرات المسيرة شكلت تهديد وشيك للسفن الحربية الأمريكية والسفن التجارية.

## السفن المستهدفة
|    | التاريخ | اسم السفينة                                | علم السفينة                       | الاستهداف                   | الموقع                | تفاصيل |
| -- | ------- | ------------------------------------------ | --------------------------------- | --------------------------- | --------------------- | --- |
| 1  | 4 مارس  | إم إس سي سكاي                              | ليبيريا ملكية إسرائيل             | صواريخ بحرية                | بحر العرب             | - أعلنت القوات المسلحة اليمنية استهداف السفينة الإسرائيلية إم إس سي سكاي في بحر العرب بعدد من الصواريخ البحرية وأكدت أن الإصابة كانت مباشرة ودقيقة وأشارت إلى أن العملية تأتي في إطار الانتصار "لمظلومية الشعب الفلسطيني وضمن الرد على العدوان الأمريكي البريطاني" على اليمن. - أعلنت شركة الأمن البحر البريطانية اندلاع حريق على متن سفينة حاويات إسرائيلية ترفع علم ليبريا على بعد 88 ميلا بحريا من مدينة عدن عقب استهدافها من القوات المسلحة اليمنية الموالية لحركة أنصار الله. |
| 2  | 4 مارس  | سفن أمريكية حربية                          | الولايات المتحدة                  | صواريخ بحرية طائرات مسيرة   | البحر الأحمر          | أعلنت القوات المسلحة اليمنية استهداف عدد لم تحدده من السفن الحربية الأمريكية في البحر الأحمر باستخدام الصواريخ الباليستية والطائرات المسيرة. |
| 3  | 5 مارس  | مدمرتين أمريكيتين                          | الولايات المتحدة                  | صواريخ بحرية طائرات مسيرة   | البحر الأحمر          | أعلنت القوات المسلحة اليمنية استهداف مدمرتين حربيتين أمريكيتين في البحر الأحمر بعدد من الصواريخ البحرية وطائرات المسيرة. |
| 4  | 5 مارس  | مدمرتين أمريكيتين                          | الولايات المتحدة                  | صواريخ بحرية طائرات مسيرة   | البحر الأحمر          | أعلنت القوات المسلحة اليمنية استهداف مدمرتين حربيتين أمريكيتين في البحر الأحمر بعدد من الصواريخ البحرية وطائرات المسيرة. |
| 5  | 6 مارس  | ترو كنفيدنس                                | باربادوس الولايات المتحدة ليبيريا | صواريخ بحرية                | خليج عدن              | - أعلنت القوات المسلحة اليمنية الموالية لحركة أنصار الله استهداف سفينة ترو كنفيدنس الأمريكية في خليج عدن بعدد لم تحدده من الصواريخ البحرية، وأكد إصابة السفينة بشكل دقيق ومباشر وأنه تسبب في اندلاع حريق في السفينة، وأشار إلى أن استهداف السفينة جاء بعد رفض السفينة لنداءات التحذير، وطالب طواقم السفن المستهدفة بمغادرتها بسرعة بعد "الإصابة الأولى". - قالت القيادة المركزية الأمريكية إن القوات المسلحة اليمنية الموالية لحركة أنصار الله استهدفت سفينة ترو كونفيدنس بصاروخ مضاد للسفن أطلق من مناطق سيطرة حركة أنصار الله، وأكدت أن طاقم السفينة أبلغ عن مقتل 3 أشخاص وإصابة 4 أشخاص وتعرض السفينة لأضرار كبيرة إثر الهجوم. |
| 6  | 9 مارس  | بروبيل فورتون                              | سنغافورة الولايات المتحدة         | صواريخ بحرية                | خليج عدن              | - أعلنت القوات المسلحة اليمنية الموالية لحركة أنصار الله استهداف السفينة الأمريكية بوربل فورتن في خليج عدن بعدد من الصواريخ البحرية. - قالت القيادة المركزية الأمريكية ان القوات المسلحة اليمنية استهدفت سفينة بروبيل فورتون خلال ابحارها في خليج عدن بصاروخيين مضادين للسفن واشارت الى ان السفينة ترفع علم سنغافورة. |
| 7  | 9 مارس  | عدد لم تحدده من المدمرات الحربية الأمريكية | الولايات المتحدة                  | طائرات مسيرة                | خليج عدن البحر الأحمر | أعلنت القوات المسلحة اليمنية الموالية لحركة أنصار الله استهداف عدد لم تحدده من المدمرات الحربية الأمريكية في خليج عدن والبحر الأحمر باستخدام 37 طائرة مسيرة. |
| 8  | 9 مارس  | الفرقاطة إيفر هويتفيلد                     | الدنمارك                          | طائرات مسيرة                | البحر الأحمر          | الدنمارك تسحب فرقاطة تابعة لها مشاركة في تحالف حارس الازدهار من البحر الأحمر بعد تعرض أنظمة الأسلحة فيها لخلل إثر إصابة المدمرة في هجوم لطائرات مسيرة أطلقتها القوات المسلحة اليمنية الموالية لحركة أنصار الله في 9 مارس 2024. |
| 9  | 12 مارس | بينوكيو                                    | الولايات المتحدة                  | صواريخ بحرية                | البحر الأحمر          | أعلنت القوات المسلحة اليمنية الموالية لحركة أنصار الله استهداف سفينة بينوكيو الأمريكية خلال إبحارها في البحر الأحمر بعدد لم تحدده من الصواريخ البحرية وأكدت إصابة السفينة بشكل مباشر ودقيق وأشارت إلى أنها ستصعد عمليتها العسكرية خلال شهر رمضان لدعم ونصرة وإسناد الشعب الفلسطيني. |
| 10 | 13 مارس | يو إس إس لابون                             | الولايات المتحدة                  | صاروخ باليستي               | البحر الأحمر          | قالت القيادة المركزية الأمريكية ان القوات المسلحة اليمنية الموالية لحركة أنصار الله هاجمت المدمرة لابون بصاروخ باليستي أطلق من اليمن بتجاه المدمرة في البحر الأحمر، واشارات الى عدم تضرر المدمرة لابون من الهجوم. |
| 11 | 15 مارس | باسيفيك 01                                 | إسرائيل                           | صواريخ بحرية                | البحر الأحمر          | أعلنت القوات المسلحة اليمنية الموالية لحركة أنصار الله استهداف سفينة باسيفيك 01 الإسرائيلية في البحر الأحمر وأشارت إلى أن قواتها البحرية استهدفت السفينة بعدد لم تحدده من الصواريخ البحرية. |
| 12 | 15 مارس | مدمرة أمريكية لم تذكر اسمها                | الولايات المتحدة                  | طائرات مسيرة                | البحر الأحمر          | أعلنت القوات المسلحة اليمنية الموالية لحركة أنصار الله استهداف مدمرة أمريكية لم تذكر اسمها في البحر الأحمر، وأشارت إلى أن سلاح الجو المسير التابع لها استهدف المدمرة بعدد من الطائرات المسيرة وأكدت أن عملية الاستهداف نجحت في تحقيق أهدافها. |
| 13 | 15 مارس | 3 سفن إسرائيلية وأمريكية لم تحدد أسماها    | إسرائيل الولايات المتحدة          | صواريخ بحرية وطائرات مسيرة  | المحيط الهندي         | أعلنت القوات المسلحة اليمنية الموالية لحركة أنصار الله استهداف 3 سفن إسرائيلية وأمريكية لم تذكر أسماها في المحيط الهندي باستخدام عدد لم تحدده من الصواريخ البحرية والطائرات المسيرة وأكدت أن عمليات الاستهداف حققت أهدافها. |
| 14 | 15 مارس | 3 سفن إسرائيلية وأمريكية لم تحدد أسماها    | إسرائيل الولايات المتحدة          | صواريخ بحرية وطائرات مسيرة  | المحيط الهندي         | أعلنت القوات المسلحة اليمنية الموالية لحركة أنصار الله استهداف 3 سفن إسرائيلية وأمريكية لم تذكر أسماها في المحيط الهندي باستخدام عدد لم تحدده من الصواريخ البحرية والطائرات المسيرة وأكدت أن عمليات الاستهداف حققت أهدافها. |
| 15 | 15 مارس | 3 سفن إسرائيلية وأمريكية لم تحدد أسماها    | إسرائيل الولايات المتحدة          | صواريخ بحرية وطائرات مسيرة  | المحيط الهندي         | أعلنت القوات المسلحة اليمنية الموالية لحركة أنصار الله استهداف 3 سفن إسرائيلية وأمريكية لم تذكر أسماها في المحيط الهندي باستخدام عدد لم تحدده من الصواريخ البحرية والطائرات المسيرة وأكدت أن عمليات الاستهداف حققت أهدافها. |
| 16 | 17 مارس | ناقلة غاز مسال لم يذكر اسمها               | جزر مارشال                        | صاروخ                       | خليج عدن              | قالت هيئة عمليات التجارة البحرية البريطانية أنها تلقت بلاغا بوقوع انفجار قرب سفينة كانت تبحر على بعد 85 ميلا بحريا شرق مدينة عدن اليمنية، وأشارت إلى أن السفينة كانت ناقلة غاز مسال ترفع علم جزر مارشال. |
| 17 | 19 مارس | مادو                                       | جزر مارشال الولايات المتحدة       | صواريخ بحرية                | البحر الأحمر          | أعلنت القوات المسلحة اليمنية الموالية لحركة أنصار الله استهداف سفينة أمريكية تحمل اسم مادو في البحر الأحمر باستخدام عدد لم تحدده من الصواريخ البحرية. |
| 18 | 23 مارس | يونيون ماريتايم إل تي دي وان               | بنما المملكة المتحدة              |                             | البحر الأحمر          | - أعلنت هيئة عمليات التجارة البحرية البريطانية تعرض سفينة للهجوم خلال إبحارها جنوب البحر الأحمر على بعد 23 ميلا بحريا من مدينة المخا اليمنية، وأشارت إلى أن الهجوم تسبب في اندلاع حريق على متن السفينة. - قالت شركة الأمن البحري البريطانية أمبري إن ناقلة نفط ترفع علم بنما تعرضت للهجوم في البحر الأحمر، وأشارت إلى أن السفينة سجلت في 2019 باسم "يونيون ماريتايم إل تي دي وان" تابعة لشركة بريطانية، وأكدت أن السفينة غيرت بيانات تسجيلها في شهر فبراير 2024. |
| 18 | 24 مارس | إم/ في هوانغ يو                            | بنما الصين                        | صواريخ باليستية مضادة للسفن | البحر الأحمر          | قالت القيادة المركزية الأمريكية إن 4 صواريخ باليستية مضادة للسفن أطلقت من مناطق سيطرة حركة أنصار الله في اليمن انفجرت قرب ناقلة نفط صينية في البحر الأحمرتحمل اسما "إم/ في هوانغ يو" وترفع علم بنما وأكدت أن صاروخا خامسا أطلقته القوات المسلحة اليمنية الموالية لحركة أنصار الله أصاب السفينة وتسبب لها بأضرار. |
| 19 | 26 مارس | ميرسك ساراتوجا                             | الولايات المتحدة                  |                             | خليج عدن              | أعلنت القوات المسلحة اليمنية الموالية لحركة أنصار الله استهداف سفينة ميرسك ساراتوجا الأمريكية في خليج عدن، وسفينة ايه بي ال ديترويت الأمريكية في البحر الأحمر، وسفينة هوانج بو البريطانية في البحر الأحمر، وسفينة بارتي ليدي المتوجهة إلى إسرائيل. |
| 20 | 26 مارس | ايه بي ال ديترويت                          | الولايات المتحدة                  |                             | البحر الأحمر          | أعلنت القوات المسلحة اليمنية الموالية لحركة أنصار الله استهداف سفينة ميرسك ساراتوجا الأمريكية في خليج عدن، وسفينة ايه بي ال ديترويت الأمريكية في البحر الأحمر، وسفينة هوانج بو البريطانية في البحر الأحمر، وسفينة بارتي ليدي المتوجهة إلى إسرائيل. |
| 21 | 26 مارس | هوانج بو                                   | المملكة المتحدة                   |                             | البحر الأحمر          | أعلنت القوات المسلحة اليمنية الموالية لحركة أنصار الله استهداف سفينة ميرسك ساراتوجا الأمريكية في خليج عدن، وسفينة ايه بي ال ديترويت الأمريكية في البحر الأحمر، وسفينة هوانج بو البريطانية في البحر الأحمر، وسفينة بارتي ليدي المتوجهة إلى إسرائيل. |
| 22 | 26 مارس | بارتي ليدي                                 | مالطا                             |                             | البحر الأحمر          | أعلنت القوات المسلحة اليمنية الموالية لحركة أنصار الله استهداف سفينة ميرسك ساراتوجا الأمريكية في خليج عدن، وسفينة ايه بي ال ديترويت الأمريكية في البحر الأحمر، وسفينة هوانج بو البريطانية في البحر الأحمر، وسفينة بارتي ليدي المتوجهة إلى إسرائيل. |
| 23 | 26 مارس | مدمرتين أمريكيتين                          | الولايات المتحدة                  | طائرات مسيرة                | البحر الأحمر          | أعلنت القوات المسلحة اليمنية الموالية لحركة أنصار الله استهداف مدمرتين أمريكيتين في البحر الأحمر باستخدام الطائرات المسيرة. |
| 24 | 26 مارس | مدمرتين أمريكيتين                          | الولايات المتحدة                  | طائرات مسيرة                | البحر الأحمر          | أعلنت القوات المسلحة اليمنية الموالية لحركة أنصار الله استهداف مدمرتين أمريكيتين في البحر الأحمر باستخدام الطائرات المسيرة. |